# Pelikan (Zahnmedizin)

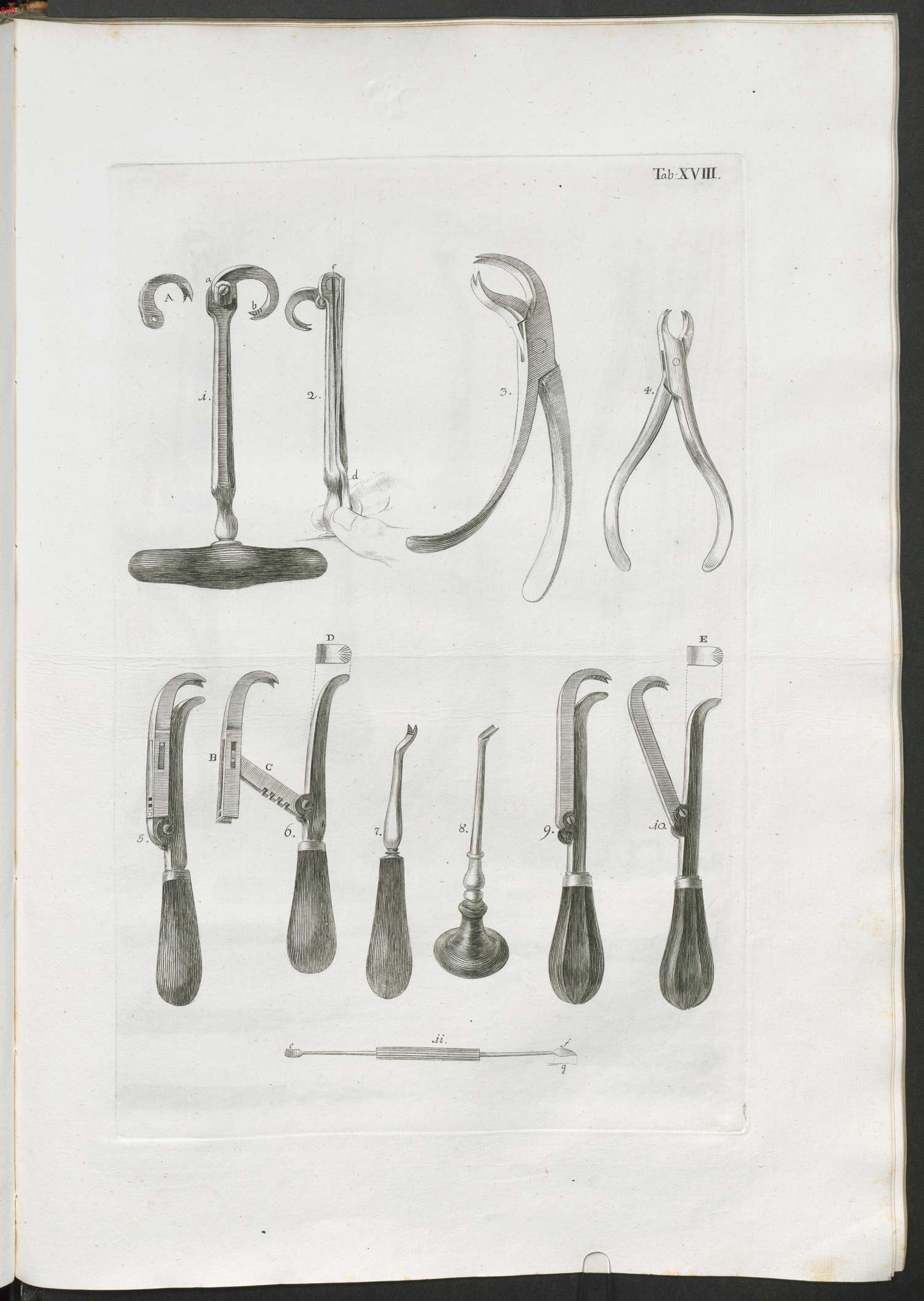
Pelikane

Der Pelikan ist ein in dieser Form heute nicht mehr gebräuchliches Werkzeug zur Entfernung eines Zahnes. Er war bereits im Mittelalter von Guy de Chauliac erwähnt worden und wurde zum klassischen Instrument der Zahnärzte des 17. und 18. Jahrhunderts. Der Pelikan fand insbesondere an Backenzähnen Verwendung, die durch Karies so geschädigt waren, dass ein Zerbrechen des Zahnes bei Extraktion mittels konventioneller Zange zu erwarten war.

## Anwendung
Erste Abbildungen eines Pelikans (als gekröpfte Zahnzange zuerst 1597 im New English Dictionary; wie niederländisch pelikaan zu mittelniederländisch pel[l]icaen „Pelikan, Kropfgans“) finden sich bei Walther Hermann Ryff und Pieter van Foreest (1522–1597), dem „holländischen Hippokrates“. Der Pelikan bestand aus einem 10 bis 15 cm langen Mittelteil. Zumindest an einem Ende befand sich eine Abstützplatte. Diese Abstützplatte wurde buccal (außen) am Alveolarfortsatz unterhalb des Zahnes angesetzt, der entfernt werden sollte. Mit einer Art Haken oder Klaue, die über die Zahnkrone reichte, wurde der Zahn oral (innen) gefasst und mit einer raschen Rotationsbewegung aus seinem Zahnfach gleichzeitig luxiert („emporgehoben“) und nach buccal gehebelt. Zur Vermeidung unnötiger Verletzungen wurde die Abstützplatte in manchen Fällen ergänzend mit Stoff umwickelt. Der Erfolg der Behandlung hing stark von der Geschicklichkeit des Behandlers ab.

## Typische Komplikationen
Infolge unsachgemäßer Handhabung waren eine Schädigung anderer Zähne, Frakturen der Zahnwurzel(n) oder Zahnfächer nicht selten.